# Reichenau am Freiwald
Reichenau am Freiwald ist eine Ortschaft in der Marktgemeinde Bad Großpertholz in Niederösterreich mit 69 Einwohnern (Stand 1. Jänner 2024).

## Geografie
Die Streusiedlung Reichenau am Freiwald liegt drei Kilometer östlich vom Karlstift am Postreitsteig, einem alten Verbindungsweg, der von Freistadt über Karlstift und Langschlag zur Donau führte. Im Kern ein Zeilendorf, das vermutlich im späten 13. Jahrhundert gegründet wurde, besteht Reichenau heute aus vielen verstreuten Häusern und mehreren Waldhufenanlagen.
Am 1. April 2020 umfasste die Ortschaft 41 Adressen.

## Geschichte
Der Name des 1340 erstmals urkundlich genannten Ortes wird als reiche Au gedeutet und weist auf ertragreiche Wälder und saftige Wiesen hin, die sich damals im Freiwald befunden haben. Im Jahr 1822 wurde der Ort als Dorf mit 42 Häusern genannt, das nach Bad Großpertholz eingepfarrt war, wohin auch die Kinder eingeschult wurden. Die Herrschaft Großpertholz besaß die Ortsobrigkeit, besorgte die Konskription und hatte die Grundherrschaft inne. Die Landgerichtsbarkeit wurde von der Herrschaft Weitra ausgeübt.
1850 konstituierte sich Reichenau mit dem Sternhof und dem Laisterhof zu einer eigenständigen Gemeinde. Laut Adressbuch von Österreich waren im Jahr 1938 in der Ortsgemeinde Reichenau ein Gemischtwarenhändler, ein Schneider, ein Trafikant und zahlreiche Landwirte ansässig.
Im Jahr 1971 schloss sich die Gemeinde mit der Gemeinde Großpertholz zusammen. Damals wurde der obere Teil der ehemaligen Gemeinde, die sogenannte Kohlstatt, samt dem Stemhof abgetrennt und der Gemeinde Langschlag als Reichenauerwald zugeteilt.